# Hrabstwo Harrison (Missouri)
Hrabstwo Harrison (ang. Harrison County) – hrabstwo w północnej części stanu Missouri w Stanach Zjednoczonych. Obszar całkowity hrabstwa obejmuje powierzchnię 726,45 mil2 (1 881 km²). Według danych z 2010 r. hrabstwo miało 8 957 mieszkańców. Hrabstwo powstało w 1845 roku i nosi imię Alberta Harrisona - kongresmena stanu Missouri.

## Sąsiednie hrabstwa
- Hrabstwo Ringgold (Iowa) (północ)
- Hrabstwo Decatur (Iowa) (północny wschód)
- Hrabstwo Mercer (wschód)
- Hrabstwo Grundy (południowy wschód)
- Hrabstwo Daviess (południe)
- Hrabstwo Gentry (południowy zachód)
- Hrabstwo Worth (zachód)

## Miasta
- Bethany
- Cainsville
- New Hampton
- Ridgeway

## Wioski
- Blythedale
- Eagleville
- Mount Moriah